# シチリア革命 (1820年)
1820年のシチリア革命(1820ねんのシチリアかくめい、イタリア語: Rivoluzione siciliana del 1820)は、1820年におもにシチリア島のパレルモで発生した、立憲と議会設置を求めた民衆反乱である。1815年から1870年にかけての「イタリア統一運動」の中で最も早期に起きた出来事の一つである。

## 革命

### 背景
かつてともにスペイン系ブルボン朝の支配下に置かれていたナポリ王国とシチリア王国は、1815年のウィーン会議を経て正式に連合し、シチリア・ブルボン朝による両シチリア王国になった。２つの王国は12世紀から13世紀の間は１つの王国だった（ノルマン人が11世紀に建国した）が、1282年のシチリアの晩祷の反乱で２つに分かれた。
結果、シチリア島はナポリ王国の慣習・制度・文化が押し付けられた形となり、ナポレオン体制下で成立した1812年シチリア憲法は一方的に廃止され専制主義に回帰。これら文化的・政治的な理由により、当初より再独立を求める声があった。そんな中、1820年3月にはスペイン立憲革命が発生。蜂起した革命派軍人はスペイン王フェルナンド7世に1812年憲法の復活を承諾させた。これが立憲革命を求めるカルボナリや分離主義者を刺激した。

### 革命
1820年6月15日、分離独立派が立ち上がりパレルモの武器庫から14000もの銃器を奪った（パレルモ暴動）。それを主導したのはジュゼッペ・アリアータと呼ばれる政治家であった。この動きを受けて、パレルモにいたブルボン家の一族はみな6月末までにナポリに避難。6月23日にはジュゼッペ・アリアータとジョヴァンニ・ルイージ・モンカダが率いる革命政府が樹立され、まず枢機卿ピエトロ・グラヴィーナ、次いでアリアータが革命政府総裁となってシチリア王国議会を招集し1812年シチリア憲法が復活した。
7月23日にはほぼ同時に起こったナポリ革命により革命政府が樹立されていたナポリに代表団が派遣され、シチリア王国の憲法と議会の復活の承認を求めた。
しかし同じく立憲を求める革命によって成立した政府でありながら、ナポリの革命政府はこれを拒否しあくまでシチリア島はナポリ政府に属する領土という立場を取った。そしてパレルモの革命政府との調停そして分離独立主義者の弾圧のためフロレスターノ・ペペ率いる7000名の軍隊がパレルモに派遣された。シチリア革命政府は軍事的脅威からひとまずはそれを受け入れ、フロレスターノ・ペペとはテルミニ・イメレーゼで議会や憲法、分離独立問題に関する協定を9月22日に結んだ(テルミニ協定）。この協定は10月5日にパレルモでは承認されたものの、10月14日ナポリ革命政府の議会ではシチリアに対する強硬意見が勝って再び拒否された。フロレスターノ・ペペには引き揚げ命令が下り、ナポリ革命政府はシチリア島の分離独立主義者をピエトロ・コレッタ率いる3000名の軍隊によって徹底的に鎮圧した。これにより再建されたシチリア王国議会などは解散させられ、シチリア島は1821年3月まではナポリ革命により成立した革命政府に、それ以降は両シチリア王国の統治下に戻った。